# Miliutinski
Miliutinski - Милютинский (rus) - és un khútor del krai de Krasnodar, a Rússia. Es troba als vessants septentrionals del Caucas occidental, a la capçalera d'un petit afluent del riu Kudako, a 16 km al nord-oest de Krimsk i a 96 km a l'oest de Krasnodar, la capital.
Pertany al municipi de Moldavànskoie.